# Andreas Neufert
Andreas Neufert (* 16. August 1961 in München) ist ein deutscher Kunsthistoriker.

## Leben und Arbeit
Neufert wuchs bei seinen Eltern Ilas Neufert und Insa Garrels sowie zeitweilig bei seiner Großmutter Alice Spies-Neufert in der Künstlerkolonie Schlederloh bei Icking auf. Väterlicherseits ist er mit Ernst Neufert, Friedrich Vollmer, der deutsch-polnischen Künstlerfamilie Lasinsky (Leszczyński) und der Dichterin Anna Maria Lasinsky Freiin von Knapp (1782–1839) verwandt, mütterlicherseits hat er deutsch-englische Vorfahren aus den Familien Garrels und Russell.
Von 1980 bis 1987 studierte Neufert Kunstgeschichte, Philosophie und Literatur an der Ludwig-Maximilians-Universität München, der Universität Wien und der Sorbonne und schloss seine Ausbildung mit einem Magister Artium bei Uwe M. Schneede und Hans Belting ab. 1988 folgte ein einjähriger Parisaufenthalt für ein Oral-History Projekt mit Zeitgenossen des Surrealismus und der Beginn der freien publizistischen Tätigkeit. Von 1990 bis 1992 absolvierte er ein Postgraduate für Kulturmanagement am Institut für Kulturwissenschaft in Wien und Krems und legte 1992 in Zusammenarbeit mit Otto van de Loo seine erste größere Publikation vor: Engagement und Distanz, eine Anthologie mit 36 Essays zur Malerei (Edition van de Loo, München), die teils in enger Zusammenarbeit mit den Künstlern entstand. In seiner 1997 im Fachbereich Ästhetik und Kunstvermittlung an der Universität Witten/Herdecke angenommenen Dissertation untersuchte er den ideengeschichtlichen Werdegang des österreichischen Surrealisten Wolfgang Paalen u. a. unter dem Aspekt der Wiener Denktradition (Logischer Empirismus, Ludwig Wittgenstein, Ernst Mach). Sie wurde 1999 unter dem Titel Im Inneren des Wals im Springer-Verlag Wien/New York publiziert. 1993/94 arbeitete er als Gastkurator am Museum Moderner Kunst – Stiftung Ludwig, Wien, und 1994 als Kurator der Retrospektive Wolfgang Paalen im Museo de Arte Contemporaneo Alvar y Carillo Gil, Mexiko-Stadt; Neufert wurde in der Folge regelmäßiger Gastkurator am MACG, Mexiko (1994–98) und realisierte u. a. Ausstellungen wie Recuerdo del Paraiso eternal, André Breton (zum 100sten Geburtstag), und initiierte ein Austauschprogramm Italien-Mexiko für bildende Künstler. Er nahm von 1994 bis 1997 als Vortragender am jährlichen Colloquio Estetico der UNAM teil. 2015 legte er eine Biografie über Wolfgang Paalen vor. 2019 kuratierte er die Ausstellung Wolfgang Paalen – Der österreichische Surrealist in Paris und Mexiko für die Österreichische Galerie Belvedere in Wien. Er ist Vorsitzender der 2017 gegründeten Wolfgang Paalen Gesellschaft e.V. mit Geschäftssitz in Neuruppin. Neufert hat drei Kinder und lebt mit seiner Familie seit 2002 in Berlin-Schöneberg und Bork (Brandenburg).

## Publikationen (Auswahl)
- Andreas Neufert (Autor), Otto van de Loo (Hrsg.): Engagement und Distanz. Aspekte einer Sammlung. Edition van de Loo, München 1992, (Sammlung von 35 Essays v. Andreas Neufert zu Pierre Alechinsky, Günter Brus, Jean Dubuffet, Asger Jorn, Henri Michaux, Arnulf Rainer, Antonio Saura, Wols u. a.)
- Wolfgang Paalen. Im Inneren des Wals. – Monografie/Schriften/Oevrekatalog. Springer, Wien/New York 1999.
- Auf Liebe und Tod. Das Leben des Surrealisten Wolfgang Paalen. Parthas, Berlin 2015.